# Джурджура
Джурджура е национален парк в Алжир. Името му идва от планинската верига Джурджура. Най-близкоразположените градове са Тизи Узу и Буира. На територията на парка има много гори, пещери и проломи. В Джурджура живеят много животни. Парка е създаден през 1983, а площта му е приблизително 83 км².